# Conselho Nacional Curdo
O Conselho Nacional Curdo (CNC, em curdo: Encûmena Niştimanî ya Kurdî li Sûriyê, ENKS, em árabe: المجلس الوطني الكوردي/Al-Majlis Al-Watani Al-Kurdi) é uma aliança política curda síria, liderada pelo Partido Democrático do Curdistão Sírio e financiada e apoiada pelo presidente do Curdistão iraquiano Masoud Barzani e pela Turquia na Guerra Civil Síria. Enquanto o CNC tinha inicialmente mais apoio internacional do que o Partido de União Democrática (PYD) durante os primeiros anos da guerra civil síria e uma forte base de apoio entre uma parte substancial de refugiados curdos sírios, o enorme apoio popular que o PYD tem no Curdistão sírio, tem relegada o CNC para uma posição secundária.
Desde 2012, a alegada política autoritária e nacionalista do CNC levou muitos partidos políticos a deixá-lo. Ao longo dos anos, a sua adesão diminuiu e perdeu grande parte dos seus apoiantes. Entre as facções que deixaram o CNC estão o Partido Democrático Progressista Curdo em 2015, os partidos da Aliança Nacional Curda na Síria, bem como o Conselho Sírio Yazidi em 2016. Como resultado, o CNC tem apenas dois assentos no Conselho Democrático Sírio em 2017. 

## Ideologia
Embora o CNC se tenha juntada à Coligação Nacional Síria e é parte da Oposição Síria, existem diferenças importantes entre o CNC e o CNS sobre em relação à questão da descentralização, com o CNC pressionando pela autonomia curda, enquanto o CNS não aceita mais que a descentralização administrativa. A questão do federalismo e da autonomia também é um ponto de discórdia entre o CNC e PYD, mesmo que ambas as partes tenham objectivos muito semelhantes. Como tal, o CNC condenou a declaração da PYD de uma federação no norte da Síria como uma tentativa de dividir a Síria sem "debate prévio e participação democrática". O CNC alegou ainda que "se opõe estritamente a qualquer tentativa de impor federalismo ao povo sírio sem uma discussão anterior". Essas declarações aumentaram a confusão entre os observadores, com Carl Drott, pesquisador de sociologia da Universidade de Oxford, comentando que "é difícil saber o que o CNC realmente quer. Existe uma contradição fundamental entre a ideologia nacionalista curda do CNC e o protejo político dos seus aliados sírios. Às vezes, parece que a única política consistente do CNC é se opor a qualquer coisa que o PYD faça". Alguns refugiados curdos sírios no Curdistão iraquiano, que acredita-se que apoiem principalmente o CNC, também foram críticos em relação à declaração de federalismo pelo PYD. Alguns temem que outras tensões na Síria surjam como resultado da declaração, enquanto eles simplesmente desejam o fim das hostilidades. Apesar dessas divisões sobre como implementar a autonomia curda, o CNC ainda geralmente apoia o federalismo. Isso foi mostrado quando um dos líderes da oposição síria, Michel Kilo, condenou completamente qualquer tentativa dos curdos de estabelecer o federalismo na Síria, comparando-os negativamente com Israel. O CNC reagiu à declaração, acusando Kilo de racismo e agindo para agradar Recep Tayyip Erdoğan e a Turquia. No entanto, o CNC também argumentou que os curdos ainda tinham amigos entre a Coligação Nacional Síria, reiterando assim seu apoio geral à oposição síria. 

## Membros
Os partidos que integram o CNC são os seguintes:
| Partido                                         | Líder              |
| ----------------------------------------------- | ------------------ |
| Partido Democrático do Curdistão Sírio          | Saud Malla         |
| Partido da União Curda na Síria                 | Ibrahim Biro       |
| Movimento Reformista Curdo na Síria             | Faysal Yusuf       |
| Partido Democrático da Igualdade Curda na Síria | Nimat Dawud        |
| Partido Democrático Patriótico Curdo na Síria   | Tahir Sa’dun Sifuk |
| Partido Democrático Curdo na Síria              | -                  |
| Partido da União Democrática Curda na Síria     | Hajar ʿAli         |
| Partido da União Democrático do Curdistão sírio | Kamiran Haj ʿAbdu  |
| Partido Democrático Curdo de Esquerda na Síria  | Shalal Gado        |
| Partido de Esquerda Curdo                       | Mahmud Mala        |
| Movimento do Futuro Curdo na Síria              | Siamand Hajo       |